# Sigismondo Betti

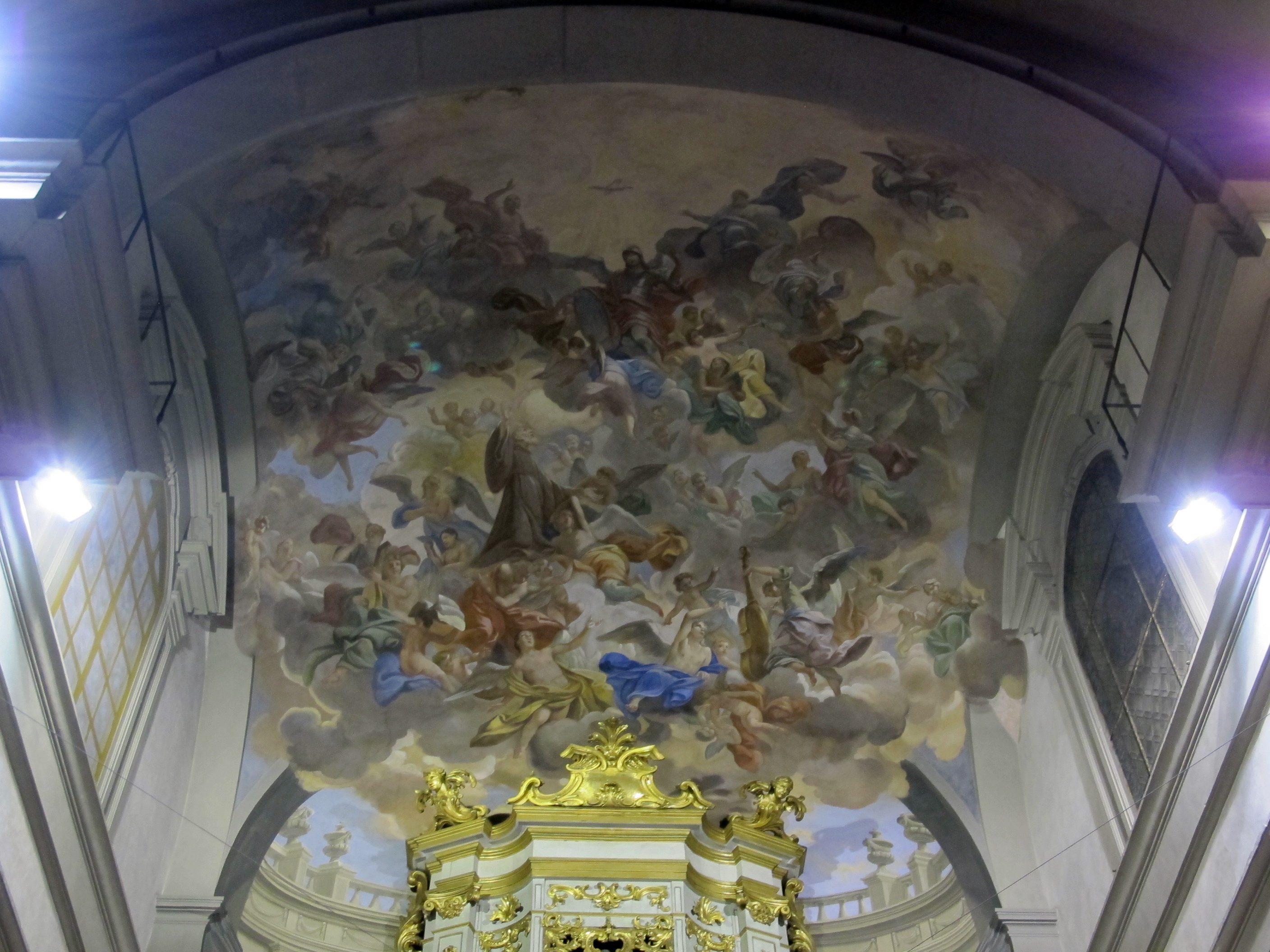
Soffitto della chiesa di San Giuseppe, Firenze

Sigismondo Betti (Firenze, 25 gennaio 1700 – Firenze, 23 settembre 1778) è stato un pittore italiano del periodo rococò.

## Biografia e opere
Sigismondo Betti nacque a Firenze, ma la maggior parte dei suoi lavori si trovano a Genova e nel resto della Liguria. Fu allievo di Antonio Puglieschi e fu, in gioventù, protetto e impiegato dal Granduca Gian Gastone de' Medici, ultimo della sua dinastia, in diverse commissioni nelle chiese del Granducato di Toscana.
Entrò in seguito nella bottega del frescante Matteo Bonechi, della sua biografia non si hanno molte notizie, in compenso ci ha lasciato molte sue opere a fresco e su tela distribuite tra la Toscana, la Liguria e l'Italia del nord.
C'è molta confusione sulla sua data di morte visto che in certi testi viene datata al 1735, ma non è verosimile visto che alcuni quadri da lui firmati sono posteriori come ad esempio l'affresco della chiesa di Santa Maria Maddalena di Genova si fa risalire al 1737 e quelli della chiesa fiorentina di San Giuseppe al 1742. Altre fonti invece la spostano questa data oltre il 1770 dato che nell'Archivio Storico della Galleria degli Uffizi si trovano due documenti di richiesta di sussidio per "Valutazioni di merito artistico" per l'ormai anziano pittore datati 7 marzo e 18 marzo 1777. Viene citato tra i consiglieri dell'Accademia del Disegno fino all'estate del 1783. 

## Opere in Toscana
Sigismondo Betti lavorò molto in Toscana, sia a Firenze che nel resto della regione, già abbiamo citato quelli della Chiesa di San Giuseppe dove affrescò nel soffitto della navata e nell'abside La gloria di San Giuseppe e L'assunzione di San Francesco di Paola con le quadrature di Pietro Anderlini. Nella chiesa di San Pancrazio, oggi sconsacrata e divenuta Museo Marino Marini, è sua decorazione della cupola con la Gloria Celeste del 1753.

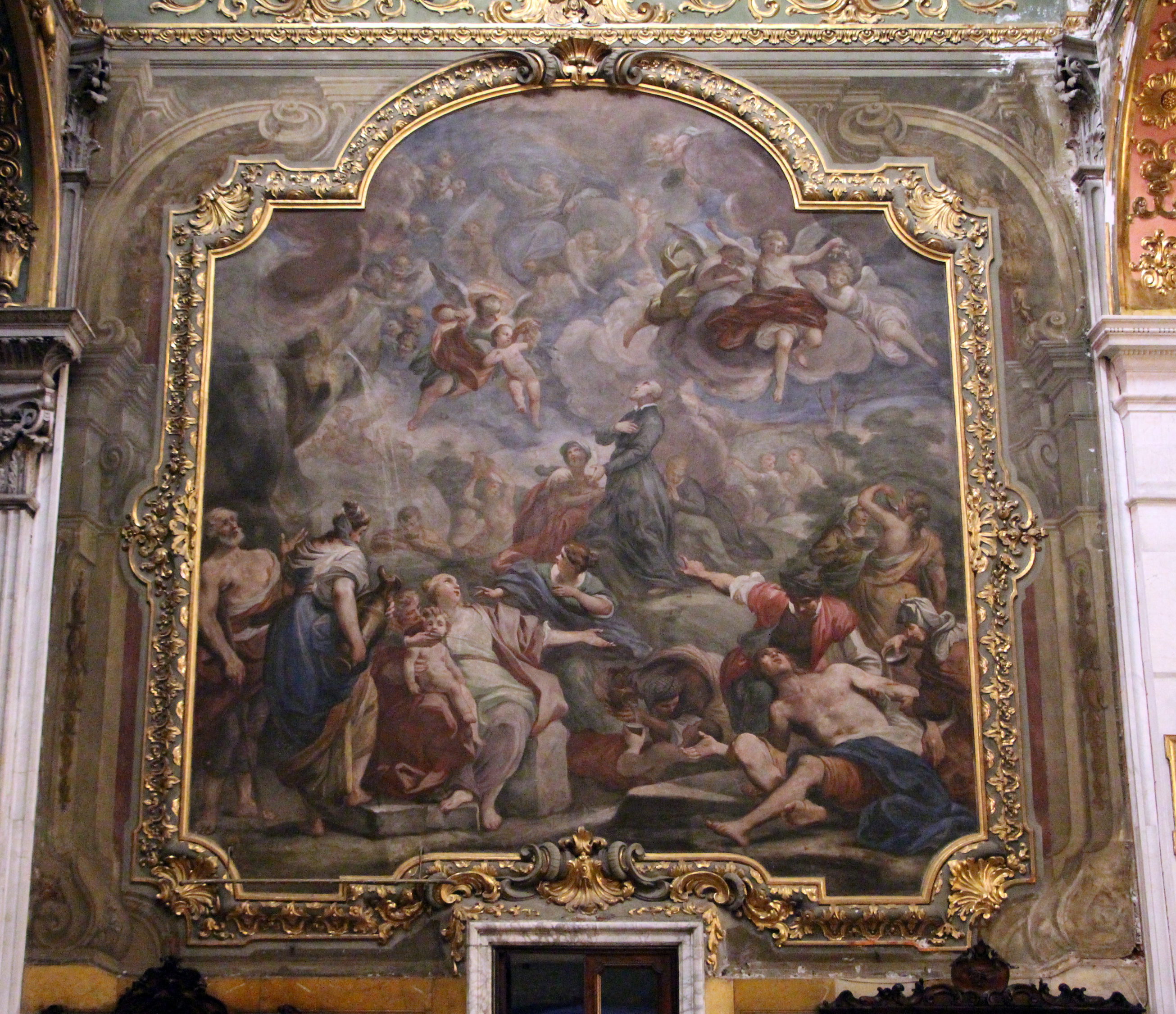
Chiesa di Santa Maria Maddalena (Genova)

Ancora in una chiesa sconsacrata, precisamente quella di San Carlo dei Barnabiti, un suo affresco nella volta rappresenta la Gloria della Vergine con San Paolo e San Carlo Borromeo ed è datato 1721.
Fuori Firenze conosciamo gli affreschi per la cattedrale di Sarzana, una sua tela firmata e datata 1726 con San Nicola da Tolentino che resuscita le pernici arrosto si trova oggi nel Museo Civico di Prato, l'affresco del soffitto della chiesa del Vivaio di Incisa Valdarno, mentre un suo affresco che ornava la vasca al centro del muro di cinta occidentale di villa La Quiete è oggi definitivamente scomparso.

## Opere in Liguria

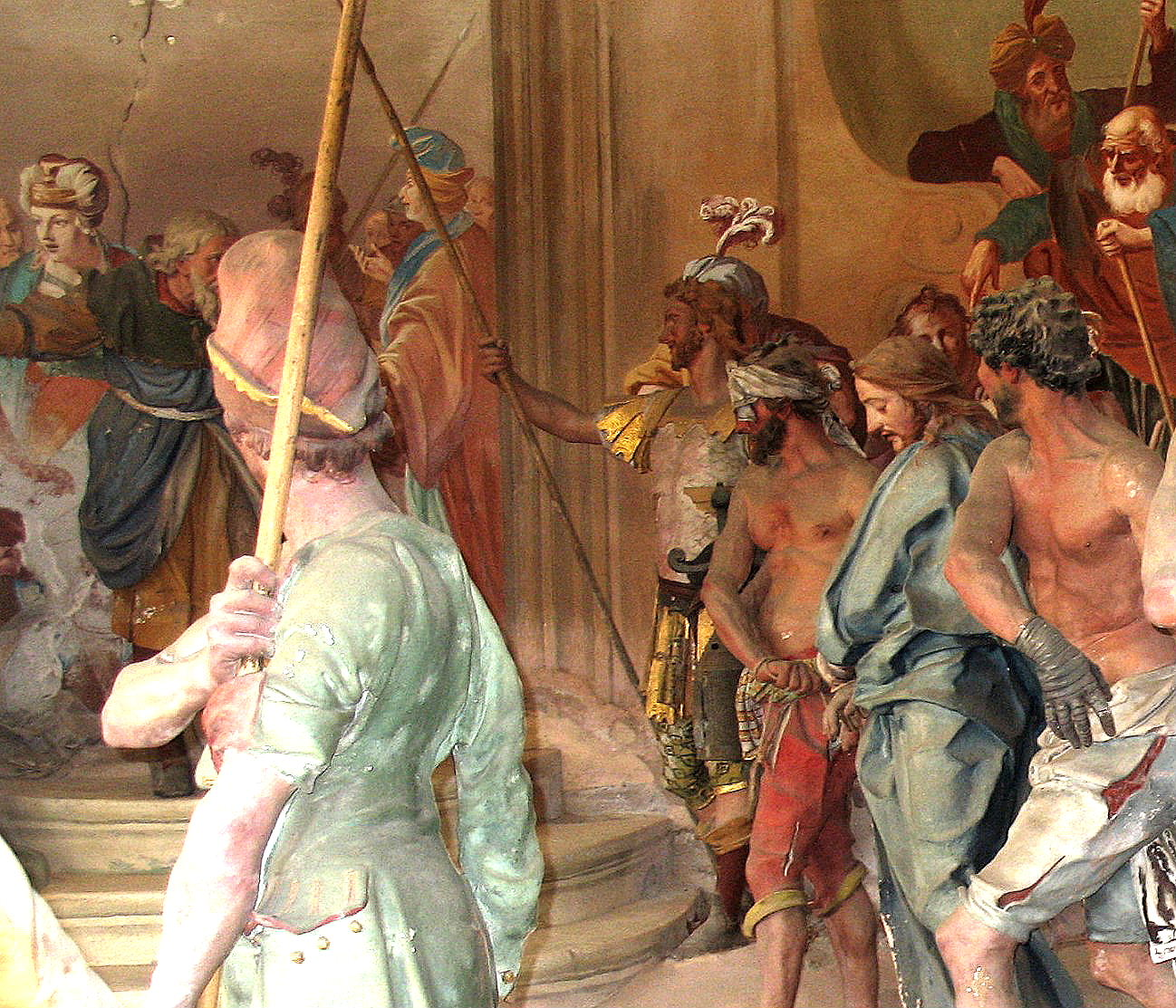
Gesù al Tribunale di Anna, Sacro Monte di Varallo

Nel 1737, forse non casualmente l'anno della morte del suo protettore Gian Gastone de' Medici, il Betti fu chiamato a Genova dove si mise a servizio della nobiltà di quella città, fermandosi per ben dieci anni. Infatti nel 1747 lo troviamo in Piemonte ad affrescare una cappella del Sacro Monte di Varallo precisamente quella di Gesù al tribunale di Anna. Ma una fra le sue opere migliori, del periodo ligure, è quella che si trova a Savona nella chiesa di Sant'Andrea Apostolo, datato 1741, con quadrature di Marco Sacconi.
Sigismondo Betti è stato anche un celebre disegnatore, molte sue sanguigne e pastelli sono state comprate per collezioni inglesi.

## Biografie contemporanee
Il Betti non ebbe dei biografi tra i contemporanei, l'Abate Lanzi, che pure nella sua Storia della pittura in Italia parla della maggior parte dei pittori toscani del '700, non ne fa parola e soltanto il Guarienti  nelle aggiunte all'Abecedario Pittorico di Pellegrino Antonio Orlandi, parla di lui come ancora vivente nel 1753 a Genova:
(p. 457)
Dice Federico Alzieri, parlando del Guarienti, nel suo Guida artistica per la città di Genova del 1847 come di un "...opportuno rimedio al silenzio d'ogni biografo, non escluso il Lanzi..." (p. 559)